# Cavidade pulpar
Cavidade pulpar compartimento de tecido conjuntivo vascularizado e inervado localizado no centro do dente envolvido pela dentina. Apresenta a mesma forma do dente.

## Divisões
Topograficamente, essa cavidade é dividida em duas porções:

### Porção coronária
Onde se aloja a polpa coronária, apresentando as seguintes partes:

#### Parede oclusal, incisal ou teto
É a porção de dentina que limita a câmara pulpar em direção oclusal ou incisal. Essa parede apresenta saliências e reentrâncias que correspondem aos sulcos e ao lóbulo de desenvolvimento (dentes anteriores) e às cúspides (pré-molares e molares).

#### Parede cervical ou assoalho
É a parede dentinária oposta a mais ou menos paralela à parede oclusal. Apresenta uma superfície convexa, lisa e polida na parte média, com depressões nos pontos que correspondem às entradas dos canais radiculares.

#### Paredes mesial, distal, vestibular e lingual
São as porções de dentina da câmara pulpar correspondentes às faces da coroa dentária.

### Porção radicular
Que aloja a polpa radicular.
Didaticamente, o canal radicular apresenta-se dividido em três terços: apical, médio e cervical, enquanto biologicamente são divididos duas conformações:
- Canal dentinário;
- Canal cementário.

Ao observamos macroscopicamente a raiz de um dente, poderíamos imaginar que o canal radicular seria único e de conformação cônica, sendo porém na realidade, constituído por duas conformações cônicas. Uma bastante ampla e longa, com seu maior diâmetro voltado para a câmara pulpar e o menor para apical, no nível da união cememto-canal (CDC), constitui o canal dentinário. A outra conformação apresenta geralmente o seu diâmentro menor também voltado para a união CDC e o maior voltado para a região periapical, constituindo o canal cementário.